# Локально компактний простір
В топології локально компактний простір — топологічний простір, що в деякому околі кожної своєї точки «подібний» до деякого компактного простору. Найчастіше в означенні локально компактного простору вимагається щоб довільна його точка мала компактний окіл.
Деякі автори при означенні вимагають сильніші властивості: існування замкнутого компактного околу чи бази околів з компактних множин. У випадку гаусдорфового простору всі ці вимоги є еквівалентними.

## Приклади
Приклади локально компактних просторів:
- Замкнутий інтервал {\displaystyle [0,1]}, множина Кантора і загалом довільний компактний простір
- Простір дійсних чисел {\displaystyle \mathbb {R} } і загалом евклідові простори {\displaystyle \mathbb {R} ^{n}},
- Довільний дискретний простір.

Простори, що не є локально компактними:
- Простір раціональних чисел {\displaystyle {\mathbb {Q} }} з індукованою топологією {\displaystyle \mathbb {R} },
- Простір Бера {\displaystyle \mathbb {N} ^{\mathbb {N} }}
- Простір ірраціональних чисел {\displaystyle \mathbb {R} \setminus \mathbb {Q} }, як підпростір простору {\displaystyle \mathbb {R} }.

- Простір {\displaystyle \{(0,0)\}\cup \{(x,y)\in \mathbb {R} ^{2}:y>0\}} як топологічний підпростір площини.

## Властивості
- У локально компактному гаусдорфовому просторі {\displaystyle X} для будь-якої компактної підмножини {\displaystyle E} її компактні околи утворюють базу околів множини {\displaystyle E}. Зокрема для кожної точки її компактні околи (які існують за означенням локальної компактності) утворюють базу околів точки.

Якщо простір {\displaystyle X} є компактним і {\displaystyle U} є деяким відкритим околом множини {\displaystyle E}, то доповнення {\displaystyle T=X\setminus U} є компактною множиною, як замкнута підмножина компактного простору. Оскільки {\displaystyle E} і {\displaystyle T} є компактними підмножинами гаусдорфового простору, що не перетинаються, то існують також відкриті околи {\displaystyle V\supset E} і {\displaystyle W\supset T} із порожнім перетином. Оскільки {\displaystyle V} є підмножиною замкнутої множини {\displaystyle X\setminus W} то і її замикання {\displaystyle {\bar {V}}\subset X\setminus W.} Але також {\displaystyle X\setminus W\subset U} тож і {\displaystyle {\bar {V}}\subset U} і також {\displaystyle {\bar {V}}} є компактною, як замкнута підмножина компактного простору. Тобто кожен відкритий окіл {\displaystyle E} містить компактний окіл цієї множини, що й доводить те, що компактні околи утворюють базис околів множини {\displaystyle E}.
У загальному випадку для локально компактних просторів для кожної точки {\displaystyle x\in E} існує компактний окіл {\displaystyle N_{x}},  що містить відкритий окіл {\displaystyle U_{x}} цієї точки. Відкриті околи {\displaystyle U_{x}} утворюють покриття компактної множини {\displaystyle E} і тому існує скінченне підпокриття {\displaystyle U_{x_{1}},\ldots ,U_{x_{n}}.} Тоді для відповідних компактних околів об'єднання {\displaystyle N=N_{x_{1}}\cup \ldots \cup N_{x_{n}}} є компактним околом {\displaystyle E}. Тоді для будь-якого відкритого околу {\displaystyle V} множини {\displaystyle E} множина {\displaystyle V\cap N} є відкритим околом {\displaystyle E} у компактному просторі {\displaystyle N.} Тому із попереднього випливає існування компактної (у {\displaystyle N,} а тому й у {\displaystyle X}) множини {\displaystyle K} для якої {\displaystyle E\subset K\subset V\cap N\subset V,} тобто довільний відкритий окіл компактної множини знову ж містить компактний окіл.
- Локально компактний гаусдорфів простір є цілком регулярним. Більше того для кожної компактної підмножини {\displaystyle K} локально компактного простору {\displaystyle X} і її відкритого околу {\displaystyle U} існує неперервна функція {\displaystyle f:X\to \mathbb {R} } така, що {\displaystyle 0\leqslant f(x)\leqslant 1,\ \forall x\in X} і також {\displaystyle f(x)=1,\ \forall y\in K,} а носій функції  є компактною підмножиною {\displaystyle U}, зокрема {\displaystyle f(x)=0,\ \forall y\not \in U.} Цілковита регулярність є частковим випадком цього твердження у випадку якщо {\displaystyle K} є одноточковою підмножиною.

- Замкнутий підпростір {\displaystyle E} локально компактного простору {\displaystyle X} є теж локально компактним.

За означенням для кожної точки {\displaystyle x\in E} існує компактний окіл {\displaystyle K} у просторі {\displaystyle X}. Але тоді {\displaystyle E\cap K} є замкнутою підмножиною компактного простору {\displaystyle K} і тому теж є компактною підмножиною простору {\displaystyle K}, а тому простору {\displaystyle X} і простору {\displaystyle E}. Тобто кожна точка {\displaystyle x\in E} має компактний окіл у {\displaystyle E} і цей підпростір теж є локально компактним.
- Для довільного гаусдорфового простору {\displaystyle X} локально компактний підпростір є локально замкнутим (тобто замкнутою підмножиною деякої відкритої підмножини X; еквівалентно якщо він є рівний перетину деякої відкритої і замкнутої множин або різницею замкнутих підмножин). Навпаки для локально компактного гаусдорфового простору довільний локально замкнутий підпростір є локально компактним.

Якщо {\displaystyle E} є локально компактним підпростором гаусдорфового простору {\displaystyle X} то для кожної точки {\displaystyle x\in E} існує компактна підмножина {\displaystyle K_{x}\subset E} і відкрита підмножина {\displaystyle U_{x}\subset X} для яких {\displaystyle x\in U_{x}\cap E\subset K_{x}} (це і означає в даному випадку, що {\displaystyle K_{x}} є компактним околом у просторі {\displaystyle E}). Об'єднання множин {\displaystyle U=\cup _{x\in E}U_{x}} є відкритим околом {\displaystyle E} і достатньо довести, що {\displaystyle E} є замкнутою підмножиною {\displaystyle U.} Нехай {\displaystyle y\in U\setminus E.} Тоді {\displaystyle y\in U_{x}} для деякого {\displaystyle x\in E} і y і {\displaystyle K_{x}} є двома компактними підмножинами {\displaystyle U} із порожнім перетином. Оскільки простір є гаусдорфовим звідси випливає існування відкритих околів {\displaystyle y\subset U_{y}} і {\displaystyle K_{x}\subset U_{K_{x}}} із порожнім перетином. Очевидно можна вибрати також {\displaystyle U_{y}\subset U_{x}} і у цьому випадку {\displaystyle U_{y}\subset E=\emptyset .} Отже для кожної точки {\displaystyle y\in U\setminus E} існує відкритий окіл (у {\displaystyle U}) цієї точки, що не перетинається з {\displaystyle E}. Тобто {\displaystyle E} є замкнутою підмножиною відкритої множини {\displaystyle U.}
Навпаки, якщо {\displaystyle X} є локально компактним гаусдорфовим простором, {\displaystyle E} є замкнутою підмножиною деякої відкритої множини {\displaystyle U\subset X} і {\displaystyle x\in E} то із попереднього існує компактний окіл {\displaystyle x\in K_{x}\subset U}. Множина {\displaystyle K_{x}} є замкнутою у {\displaystyle U} як компактна підмножина гаусдорфового простору {\displaystyle U}. Відповідно {\displaystyle K_{x}\cap E} є замкнутою підмножиною у  {\displaystyle K_{x}} і тому компактною. Відповідно {\displaystyle K_{x}\cap E} є компактним околом x у E.
- З попереднього випливає, що щільна підмножина локально компактного гаусдорфового простору є локально компактною тоді і тільки тоді, коли вона є відкритою.

- Одноточкова компактифікація топологічного простору {\displaystyle X} є гаусдорфовою тоді і тільки тоді, коли {\displaystyle X} є локально компактним гаусдорфовим простором.

- Добуток топологічних просторів є локально компактним тоді і тільки тоді, коли всі ці простори є локально компактними і всі вони, можливо за винятком скінченної кількості є компактні.

- Образ локально компактного простору при сюр'єктивному неперервному відкритому відображенні є локально компактним.

- Факторпростір локально компактного гаусдорфового простору є компактно породженим. Навпаки, будь-який компактно породжений гаусдорфів простір є факторпростором деякого локально компактного гаусдорфового простору.